# M94 (螺旋星系)

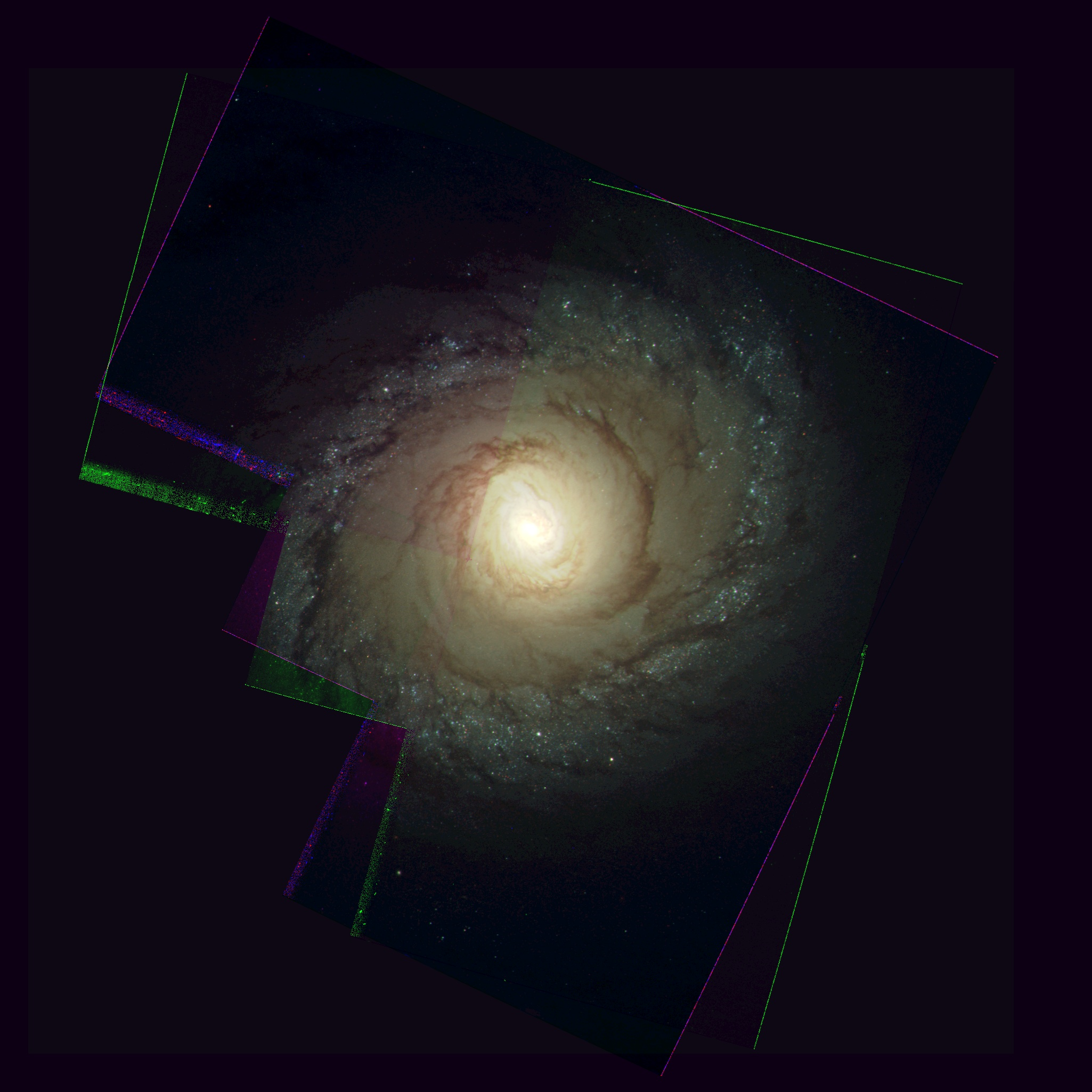
光學波段的M94

梅西耶94（也稱為M94或NGC 4736）是位於獵犬座的一個螺旋星系 ，於1781年被皮埃爾·梅香發現，並被梅西耶編入其目錄中。雖然有些參考資料描述M94是一個棒旋星系，但棒狀的結構看起來比較像卵型。這個星系已因為有雙重的環狀結構而著名。

## 核
M94的核被歸類為低電離星系核（Low-ionization nuclear emission-line region，LINER）。LINER的一般特徵是在光學的譜線上顯示有離子的氣體存在，但只是微弱的被游離（意思是原子只少了幾個電子）。

## 內環和外環
M94有一個直徑70"的內環和直徑600"的外環，這兩個環在星系盤內的位置看似在共振的點上。內環是活躍的恆星形成區，有時被稱為星暴環。氣體在核心像卵型的棒狀結構驅動下進入環內，成為恆星形成的燃料。

## 假核球
在2004年的一篇論文中，John Kormendy和Robert Kennicutt論述認為M94的假核球應該是一種典型。傳統的螺旋星系包括由年輕的恆星和氣體組成的盤面與插入其中由較老的恆星組成的巨大球體（核球）。在比較之下，星系的假核球沒有大量的老年恆星，但在面觀察正面朝向我們的這類星系時，可以看見中心因為恆星形成而由明亮的恆星構成看似巨大核球的結構。在M94的情況下，這個假核球形成一個環繞著中心卵型區域的圓環。

## 距離的測量
至少有兩種計數被用在M94的距離測量上。表面亮度起伏的距離測量技術是依據螺旋星系核球內粒子的視亮度來估算的，使用這種計數測量M94的距離大約是1,700 ± 140萬光年（520±40萬秒差距）。  但是，M94的距離近到足以利用哈伯太空望遠鏡解析出其中最明亮的恆星來測量單獨的亮度通量，再將測量的結果與銀河系內相似的恆星比較來測量其距離。使用這種計數測量的M94距離是1,600± 200萬光年（470±60萬秒差距）。將兩者平均，M94的距離被定為1,600 ± 130萬光年（490±40萬秒差距）。

## 暗物質
在2008年出版的一件研究報告認為M94只有非常少甚至沒有暗物質存在。這項研究分析了星系的自轉曲線和氫氣的密度，並且發現發光的普通物質看起來佔有星系全部的質量。這個結果是異常與有爭議的，因為當前的模型不明白沒有暗物質的星雲，要如何形成星系；或是星系是如何丟失它的暗物質。用其它模型對星系自轉曲線轉解釋，像是MOND也有困難。

## 星系集團資訊
M94是M94星系團——擁有16至24個星系的星系集團——中最明亮的星系之一 這個集團是室女座超星系團（本超星系團）的眾多成員之一。雖然也許有很多的星系與M94聯繫在一起，但只有少數幾個星系看似在M94的重力系統之內，其他鄰近的星系則大部分看似隨著宇宙的擴張在移動。

## 外部連結
- Galaxy Messier 94 at the astro-photography site of Mr. T. Yoshida. （页面存档备份，存于）
- SEDS: Spiral Galaxy M94
- Wikisky.org: SDSS image, M94 （页面存档备份，存于）